# معركة أراخوفا
وقعت معركة أراخوفا بين 18 و 24 نوفمبر 1826، دارت بين قوة من الإمبراطورية العثمانية تحت قيادة مصطفى باي والمتمردين اليونانيين بقيادة جورجيوس كارايسكاكيس.